# Zygaena adsharica
Zygaena adsharica är en fjärilsart som beskrevs av Reiss 1935. Zygaena adsharica ingår i släktet Zygaena och familjen bastardsvärmare. Inga underarter finns listade i Catalogue of Life.